# Hardboiled Detective
Der Hardboiled Detective (auch: hard-boiled, engl. für „hartgesottener Ermittler“) ist eine archetypische Figur des anglo-amerikanischen Kriminalromans.

## Eigenschaften
Der Hardboiled Detective ist nur den eigenen Vorstellungen von Recht verpflichtet. „My ethics are my own“, sagt beispielsweise Race Williams, der von Carroll John Daly geschaffene Urvater aller abgebrühten Privatdetektive bereits in The Snarl of the Beast (1927). Dieser Figurentypus hat eine illusionslose bis zynische Sicht auf die Welt. Er steht selber am Rande der Legalität, neigt zur Selbstjustiz und nimmt wenig Rücksicht auf geltende Gesetze. Notfalls macht er auch von der Schusswaffe Gebrauch und lebt in latentem oder offenem Konflikt mit der Polizei – letzteres häufig auch deshalb, weil er früher selbst Polizist oder Justizbeschäftigter war und den Dienst quittiert hat. So war beispielsweise Raymond Chandlers Philip Marlowe früher Assistent des Bezirksstaatsanwalts, der ihm Insubordination vorwarf, wie Marlowe in The Big Sleep (1939) nicht ohne Berufsstolz bemerkt.
Das Verhalten des Hardboiled Detective entspricht einem an Kraft und Härte orientierten Männlichkeitsideal. Er ist üblicherweise Kettenraucher und schätzt hochprozentige Getränke. Sein Verhältnis zum anderen Geschlecht ist komplex oder ambivalent. Er ist an Frauenbekanntschaften und sexuellen Abenteuern interessiert, zeigt jedoch meist eine frauenfeindliche Einstellung. Soweit es die klassischen gebrochenen Romanfiguren der 1930er bis 1950er Jahre betrifft, ist in jüngster Zeit zu diesen archetypischen Charaktereigenschaften allerdings ein differenzierteres Bild gezeichnet worden.
Als Ermittler agiert er in einem sozialen Umfeld, das auf allen Ebenen – einschließlich der staatlichen und polizeilichen Instanzen – von Gewalt und Korruption geprägt ist. Vor diesem Hintergrund reagiert er mit verbaler und physischer Gewalt, einerseits um durch Einschüchterung an Informationen zu kommen, andererseits um sich in den gefährlichen und oftmals lebensbedrohlichen Situationen zu behaupten, in die er im Laufe seiner Untersuchungstätigkeit immer wieder gerät. Einzelne  Hardboiled Detectives wie etwa Mickey Spillanes Mike Hammer zeigen dabei nicht nur die für die Figur typische hohe Gewaltbereitschaft, sondern darüber hinaus ein regelrechtes Vergnügen an roher Gewalt.

## Geschichte
Als literarische Vorläufer dieses Typs gelten die frauenlosen, einsamen und gewaltbereiten Helden von James Fenimore Cooper, Herman Melville oder Jack London. Im Kriminalroman wurden diese Einzelgänger im 20. Jahrhundert als  Hardboiled Detective aus der Wildnis in die Stadt verpflanzt. Eine literarisch bemerkenswerte erste Ausprägung erfuhr der Typus in den Figuren von Sam Spade (ab 1930 von Dashiell Hammett) und Philip Marlowe (ab 1940 von Raymond Chandler), die beide aus der Literatur ins Kino des Film noir, in Deutsch der sogenannten Schwarzen Serie, wanderten.
Der Autor Jerry Siegel und der Zeichner Joe Shuster schufen für Detective Comics #1 vom März 1937 den Charakter Slam Bradley. Auch er ist ein typischer Vertreter des Hardboiled Detective.
Neben Hammett und Chandler trug Ross Macdonald dazu bei, die Hardboiled Crime Fiction in den Rang der Literatur zu erheben. Sein bekanntester Held Lew Archer tauchte erstmals 1946 in einer Kurzgeschichte auf und kam unter dem Namen Lew Harper 1966 in Ein Fall für Harper und 1975 in Unter Wasser stirbt man nicht auf die Kinoleinwand. Ross Macdonald, der eigentlich Kenneth Millar hieß, hatte sich zuerst John Macdonald genannt, was zu Protesten von  John D. MacDonald geführt hatte, der ebenfalls Hardboiled Crime Fiction schrieb. Travis McGee, der Romandetektiv von John D. MacDonald, wohnt auf einem Hausboot, von wo aus er den Wehrlosen Hilfe zukommen lässt. Die Serie erschien ab 1964.
Chester Himes verfasste 1933 die erste Kurzgeschichte mit den Figuren Coffin Ed Johnson und Grave Digger Jones. Den Durchbruch schaffte er aber erst mit den Romanen, die ab 1957 publiziert wurden. Johnson und Jones sind zwei afroamerikanische Detektive der Polizei von Harlem. Sie kämpfen in einer Welt aus Chaos, Korruption und allgegenwärtigem Rassismus. Unter ähnlichen gesellschaftlichen Bedingungen löst der nicht lizenzierte afroamerikanische Privatdetektiv Ezekiel "Easy" Rawlins in Los Angeles seine Fälle. Die Geschichten über Rawlins spielen etwas früher als jene über Johnson und Jones. Sie wurden von Walter Mosley jedoch erst ab den 1980er-Jahren geschrieben.
Der Protagonist von Robert B. Parkers ab 1973 erschienener Romanserie wird immer mit dem Namen Spenser angesprochen. Er ist ein Privatdetektiv mit der Statur eines Preisboxers und der Seele eines Poeten. Als desillusionierter ehemaliger Angestellter der Staatsanwaltschaft lässt er sich von einem selbst auferlegten Verhaltenskodex leiten. Bekannt sind seine mit Sarkasmus gespickten Witze, die oft als Einzeiler vorgetragen werden. Im Gegensatz zu vielen seiner Vorgänger hat er eine feste Partnerin, die Psychologin Susan Silverman, die ihn auch bei seinen Ermittlungen berät.
Die Amerikanerin Sara Paretsky schuf 1982 die Figur der Privatdetektivin V. I. Warshawski, die als weibliche, emanzipierte Hardboiled Detective charakterisiert werden kann. Im gleichen Jahr startete Sue Grafton ihre Krimireihe über die verbal und physisch schlagkräftige Privatdetektivin Kinsey Millhone.
Eine weitere zeitgenössische Erscheinung ist der Privatermittler Burke, ein Ex-Krimineller, der Jagd auf pädophile Sexualstraftäter macht und von 1985 bis 2008 Held in den Romanen des New Yorkers Andrew Vachss war.
In Frankreich dürfte der Pariser Autor Léo Malet mit Nestor Burma den ersten  Hardboiled Detective geschaffen haben, in Dänemark Dan Turèll mit seinem namenlosen Journalisten, den er seit Mord i mørket (1981) in zwölf Romanen auftreten und wie eine Chandler-Figur agieren ließ.
In der deutschsprachigen Kriminalliteratur hatten Privatdetektive lange Zeit keinen Erfolg. Erst in den 1990er Jahren konnte der deutschtürkische Ermittler Kemal Kayankaya des Autors Jakob Arjouni als eine solche Figur reüssieren; er gelangte mit Doris Dörries Film Happy Birthday, Türke! ins Kino. Auch Wolfgang Schorlau hat mit Georg Dengler einen Hardboiled Detective etabliert. Weitere deutsche Hardboiledkrimis sind Das Schlangenmaul (1985) von Jörg Fauser; Peter Strohm (Fernsehserie 1989–1996) sowie  Berliner Aufklärung (1994) von Thea Dorn und Harte Schule (2005) von Christine Lehmann. Der Privatdetektiv Philip Maloney ist eine Parodie des Schweizers Roger Graf auf Philip Marlowe. In der TV-Serie Magnum aus den 1980er Jahren lässt sich die Figur Luther H. Gillis finden, verkörpert von Schauspieler Eugene Roche, die etlichen Eigenschaften des Hardboiled Detectives entspricht.